# Astilleros Armada
Astilleros Armada S.A. es un astillero español cuyas instalaciones se encuentran situadas en el barrio de Bouzas, en la ciudad española de Vigo, iniciándose en el año 1924 en el diseño, construcción, reparación y transformación de buques.

## Historia
El astillero remonta su origen a 1924, cuando fue fundado por Ángel Armada Armada, dedicado desde entonces a la construcción naval y reparaciones de buques pesqueros en cascos de madera. Entre ellos figuran los buques Felisa Rodal y Rodal Barreiro, pareja entregada en 1935 y 1936, de propulsión diésel, que actuó durante la guerra civil como minadores al servicio de la Marina de la República con base en Ribadeo y adscritos al buque nodriza Alejandro.
En 1934 construyeron el primer Snipe para Estanis Duran. Se llamaba "CELMAR". En agosto de 1935, el Snipe "LIKA" que el Astillero construyó para Juanito de Haz, ganaba la Copa Folerpa en el Real Club Náutico de Vigo, y a partir de los años 1940 comenzó la fabricación masiva de Snipes Lagos con casi 400 construidos hasta finales de los años 1970.
En 1944 construyó el buque de pasaje Morrazo, encargado por Vapores de Pasaje y Turismo, dedicado a viajes regulares y turísticos por la Ría de Vigo, seguido del buque Ciudad de Vigo, en 1946; destaca, asimismo, el buque Lixeiriño, en 1962, primera embarcación de recreo que salió del astillero; la auxiliar de mejillonera Eva, en 1988, primer buque de casco de acero y el velero de la clase Wor 60 Galicia 93-Pescanova, en 1993, representante del equipo español de la Vuelta al Mundo.

## Productos
Su principal actividad es la construcción, mantenimiento, reparación y transformación de buques en acero de hasta 70 metros de eslora y 12,50 metros de manga.

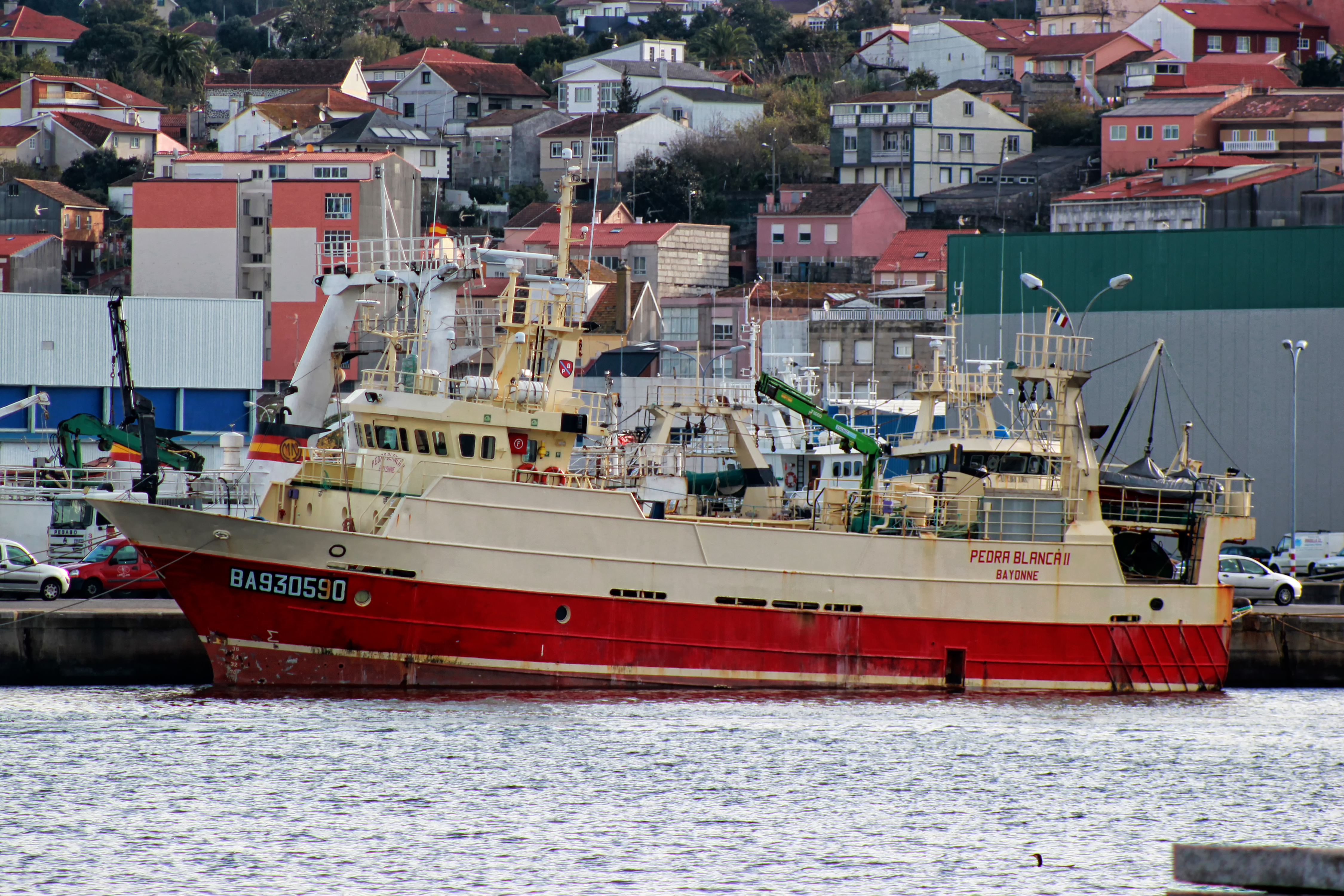
Arrastrero Pedra Blanca.

En lo que respecta a las nuevas construcciones el astillero ha realizado mayoritariamente proyectos de buques pesqueros para armadores gallegos y ocasionalmente también para portugueses, como la práctica totalidad del resto de astilleros de la ría. Las nuevas construcciones fueron principalmente en madera hasta finales de la década de 1970 y principios de la de 1980, etapa en la que fue substituida definitivamente por el acero, entre estos buques pueden citarse los vapores de pasaje Ciudad de Vigo y Morrazo, ambos datados en los años 40 del pasado siglo.
Con todo, su periodo más prolífico en proyectos de nueva construcción es el que abarca los decenios 1990-2000 y 2000-2010. Como se indicó en el párrafo anterior, de sus gradas han salido en su mayoría pesqueros, entre ellos los arrastreros Axexador, Bahía de Portosanto, Balamida, Farpesca Quinto, Golfiño R (ex Golfiño Cinco), Nuevo Laredo, Nuevo María Lourdes (ex María Lourdes Primero), Pedra Blanca, Pescaberbés Tres, Roaz, Ulzama y Virgen de la Consolación (ex Catrua). También ha construido palangreros, buques de menor tonelaje que los anteriormente nombrados, como por ejemplo el Alma Lusa, Balueiro Terceiro, Leyce, Novo Xeixal (ex Nuevo Xeixal), O Taba y Ramsés Dous.
Asimismo en esta etapa se construyeron otros buques no vinculados con el sector de la pesca; el buque anticontaminación (Oil Recovery) Moscatel Dos, el oceanográfico Mytilus para el Instituto de Investigaciones Marinas, los remolcadores Zumaia Sexto y Zumaia Séptimo para Zumaia Offshore y el velero de la clase Wor 60 Galicia 93 - Pescanova. Este último capitaneado por Javier de la Gándara compitió en la Whitbread Round the World Race 1993-94, consiguiendo el tercer puesto en la categoría W60.

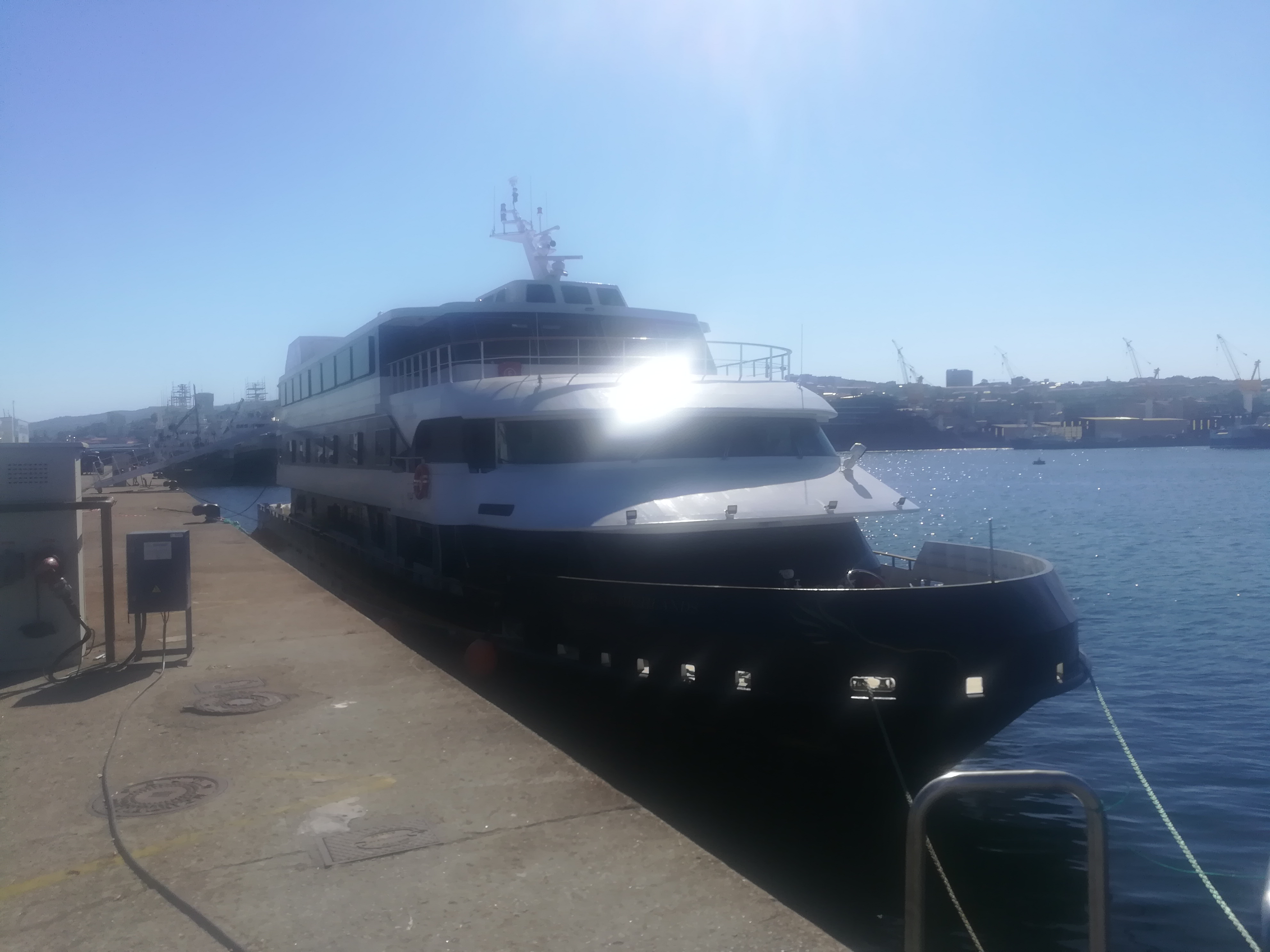
Minicrucero Lord of the Highlands.

La última entrega en su palmarés de nuevos buques fue el minicrucero Lord of the Highlands, embarcación subcontratada por la ingeniería naval vasca Oliver Design para la firma Magna Carta Steamship y destinada a realizar rutas turísticas por el Lago Ness.

## Instalaciones
Sus instalaciones están situadas en el barrio marinero de Bouzas en Vigo, en su zonas oeste y este limitan con otras factorías navales -Freire Shipyard y Cardama Siphyard-, respectivamente. Su superficie total es de 12 000 m² y en ellas se encuentran 6 vías de varadero con capacidad para buques de un máximo de 1 000 toneladas de registro bruto, 70 metros de eslora y 12,50 metros de manga. También dispone de talleres de carpintería, mecánica y pintura.